# Giacomo Durando
Giacomo Durando (ur. 4 lutego 1807 w Mondovì, 21 sierpnia 1894 w Rzymie) – włoski generał i polityk. Brat Giovanniego Durando.
W czasie powstania mediolańskiego w 1848 został mianowany generałem. W 1855 roku został powołany na senatora. W 1856 posłował do Konstantynopola gdzie zawarł korzystny traktat z Portą. W 1859 był ambasadorem w Konstantynopolu, w 1862 natomiast ministrem spraw zagranicznych.